# 닛산 펄사

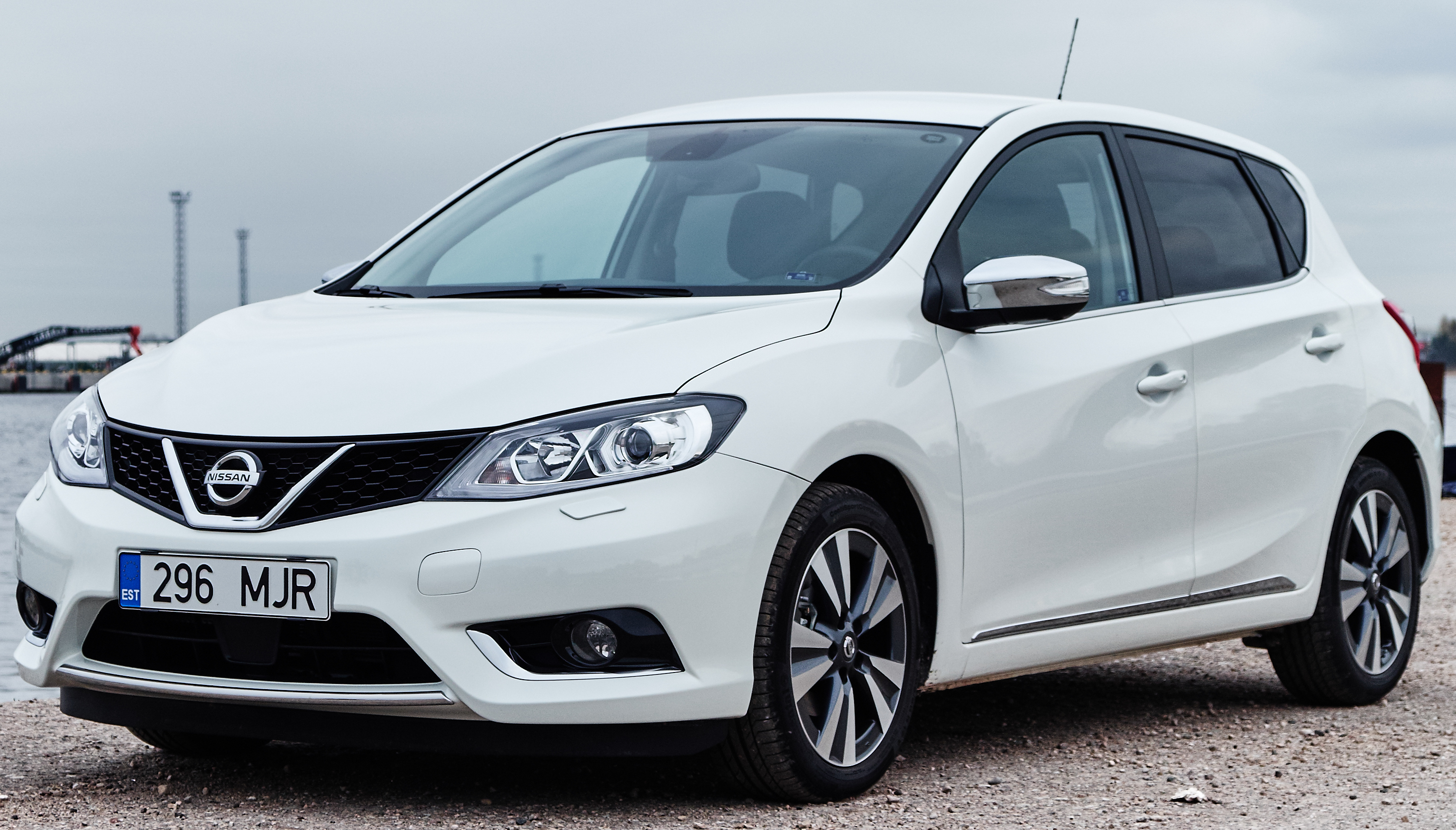

닛산 펄사(일본어: 日産・パルサー)는 닛산 자동차가 생산·판매하는 승용차, 스포츠카, 해치백이었다.

## 연혁

### 1세대 (1978~1982)
코드명은 N10
주로 오스트레일리아, 남아프리카공화국, 말레이시아에 수출되었다.
쿠페, 해치백으로도 출시되었다.

### 2세대 (1982~1986)
코드명은 N12
1982년 10월에 데뷔하였다.

### 3세대 (1986~1990)
코드명은 N13

### 4세대 (1990~1995)
코드명은 N14

### 5세대 (1995~2000)
코드명은 N15